# Royal Atomia Brüssel
Royal Atomia Brüssel ist ein ehemaliger belgischer Basketballverein aus Brüssel.

## Geschichte
Der Verein wurde als Maccabi in Etterbeek gegründet und gewann den belgischen Pokalwettbewerb 1984 und 1988. Als Royal Atomia nahm man in den 1990er Jahren auch an europäischen Vereinswettbewerben teil, so 1992/93 und 1998/99 im Korać-Cup sowie nach einem weiteren Sieg im belgischen Pokalwettbewerb 1995 auch im Saporta-Cup 1995/96. Nach wirtschaftlichen Schwierigkeiten wurde der Verein 2007 aus der geschlossenen höchsten Spielklasse Ethias League entlassen. Die Leistungssportaktivitäten im Brüsseler Basketball konzentrierten sich daraufhin auf den Verein Excelsior Brüssel, der in der dritten Division spielte. So war auch Éric Struelens, lange Zeit bekanntester belgischer Basketballspieler, am Ende seiner aktiven Karriere zunächst noch für diese Mannschaft aktiv, die schließlich 2013 Aufnahme in die geschlossene Profiliga Ethias League fand.